# Brachyodynerus kopetdagicus
Brachyodynerus kopetdagicus är en stekelart som först beskrevs av Kostylev 1940.  Brachyodynerus kopetdagicus ingår i släktet Brachyodynerus och familjen Eumenidae. Inga underarter finns listade.